# Bjarne Kristiansen
Bjarne Kristiansen (14 december 1958) is een voormalig Deense politicus namens de burgerpartij Borgerlisten Bornholm.
Van 2000 tot 2002 was hij burgemeester van de gemeente Hasle. Toen Hasle met de andere gemeenten op het eiland werd samengevoegd tot de regiogemeente Bornholm, was Kristiansen in eerste instantie locoburgemeester. In 2005 werd hij verkozen als burgemeester en hij zat een termijn van vier jaar uit (1 januari 2006 - 31 december 2009). Hij werd opgevolgd door Winni Grosbøll. Op 24 juni 2016 verliet hij na 16 jaar de Deense politiek.
Hij is sergeant-majoor en voorzitter van Bornholms Rode Kruis.